# Tunu Bibi (Ort)
Tunu Bibi (Tunubibi, Tonobibi, Tonabibie) ist ein osttimoresischer Ort im Suco Tapo/Memo (Verwaltungsamt Maliana, Gemeinde Bobonaro).

## Geographie
Das Dorf liegt zum größten Teil in der Aldeia Tunu Bibi, auf einer Meereshöhe von 165 m. Der nordwestliche Teil des Ortes befindet sich in der Aldeia Secar (Suco Holsa). Etwa anderthalb Kilometer südwestlich fließt der Matihaca; ein Quellfluss des Nunura und Grenzfluss zu Indonesien. Durch den Ort Tunu Bibi führt die Überlandstraße von Maliana nach Balibo. Westlich liegt an ihr der Nachbarort Manu Aman. Eine kleine Straße führt nach Norden zum Dorf Secar.
Im Dorf Tunu Bibi befinden sich die meisten wichtigen Einrichtungen alle im Osten und Süden, im Suco Tapo/Memo. Hier liegen das Busterminal Tunu Bibi, das Büro des Serviço de Migração de Timor-Leste, die Kapelle São Francico Xavier, das Klarissenkloster Mosteiro de Santa Clara und eine Grundschule. Im Bereich des Sucos Holsa liegen ein Posten der Verteidigungskräfte Osttimors und das Centro Agricultura Municipiu Bobonaro. Südlich des Ortes ist der Stützpunkt Mozon der Kompanie Alpha der Unidade de Patrulhamento de Fronteira (UPF).

## Geschichte
Am 2. Dezember 2020 zerstörte ein kleiner Tornado Teile der Schule von Tunu Bibi.